# Calendžicha
Calendžicha (gruzínsky წალენჯიხა), dle anglické transkripce se lze setkat i s pojmenováním Tsalenjikha), je malé okresní město v západogruzínském regionu Samegrelo-Horní Svanetie. V roce 2014 v něm žilo na 3 847 obyvatel.

## Historie
Město bylo založeno na březích řeky Čanisckali (gruzínsky ჭანისწყალი) a sloužilo jako jedno ze sídel mocného šlechtického rodu Dadiani, kteří byli titulováni knížaty z Megrelie. Ve městě nechali zbudovat biskupské sídlo spolu s calendžišskou katedrálou.

## Etymologie
"Calendžicha" je složenina megrelských slov pevnost Džana nebo nižší pevnost.